# Ilwaco (Washington)
Ilwaco je grad u američkoj saveznoj državi Washington. Prema popisu stanovništva iz 2010. u njemu je živjelo 936 stanovnika.